# Tarache morides
Tarache morides is een vlinder uit de familie van de uilen (Noctuidae). De wetenschappelijke naam van deze soort is voor het eerst voorgesteld als Acontia morides door William Schaus in een publicatie uit 1894.
De soort komt voor in Brazilië.